# Béla (cráter)

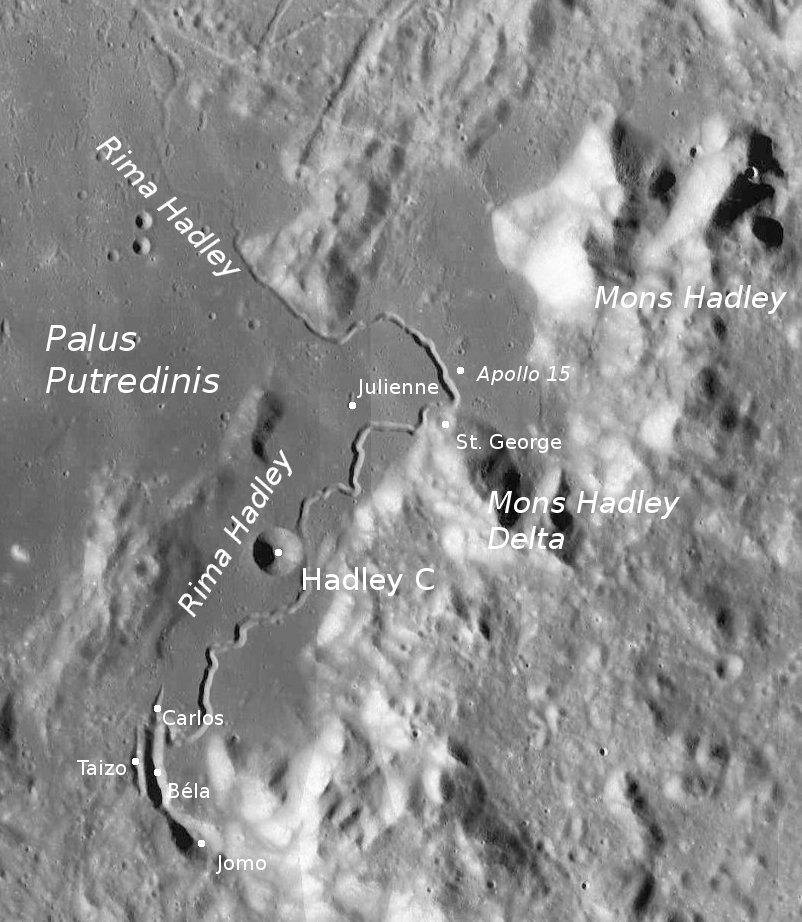
Rima Hadley junto a Béla (LRO)

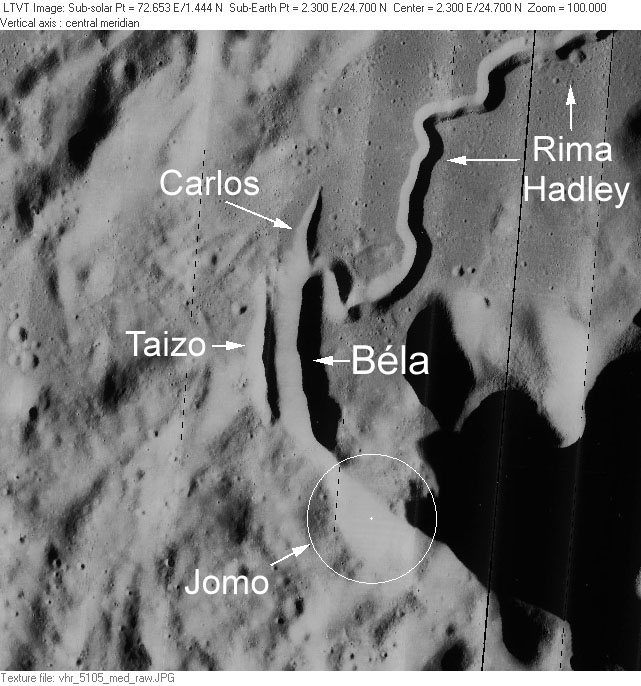
Cráter Béla

El cráter Béla es una pequeña depresión situada en la cara visible de la Luna, en el extremo sur de la Rima Hadley. Junto al cráter se encuentran otras formaciones similares: Carlos (al norte), Jomo (al sur) y Taizo (al oeste).
|  |
|  |

Tiene una forma alargada, con unas dimensiones de aproximadamente 10 × 2 km. Su naturaleza no está completamente clara. Es posible que el cráter Béla, junto con sus vecinos enumerados anteriormente, sea solo un segmento curvo de una estructura circular más grande.

## Designación
Cuatro de los cráteres próximos a la Rima Hadley poseen nombres oficiales, que proceden de anotaciones originales no oficiales utilizadas en la hoja 41B4/S3 de la serie de mapas Lunar Topophotomap de la NASA. La designación fue adoptada por la UAI en 1976.